# マイケル・トーマス (サッカー選手)
デヴィット・ジョンソン（Michael Thomas 、1967年8月24日 - ）は、イングランド・ランベス出身の元サッカー選手で元指導者。元イングランド代表。現役時代のポジションはMF。

## 経歴
1982年にアーセナルFCと契約、1984年にプロデビューを果たした。ここで2度のリーグ優勝を果たすが、1991年リヴァプールFCに売却された。リヴァプールでは通算163試合に出場、1992年のFAカップ決勝では決勝点を挙げて優勝に貢献した。その後はSLベンフィカなどでもプレーした。

## タイトル

### クラブ
アーセナルFC
- フットボールリーグファーストディヴィジョン : 1988–89, 1990–91
- フットボールリーグカップ : 1986-87
- チャリティーシールド : 1991

リヴァプールFC
- FAカップ : 1991-92
- フットボールリーグカップ : 1994-95